# にちりん (列車)
にちりんは、九州旅客鉄道（JR九州）が小倉駅・大分駅 - 佐伯駅・宮崎駅・南宮崎駅・宮崎空港駅間を、日豊本線・日南線・宮崎空港線経由で運行する特別急行列車である。
本項では「にちりん」の派生系統で、博多駅 - 宮崎空港駅間を鹿児島本線・日豊本線・日南線・宮崎空港線経由で運行する特急「にちりんシーガイア」、および同じく「にちりん」の派生系統でかつて運行されていた夜行特急「ドリームにちりん」等の日豊本線で運行されていた優等列車の沿革についても記述する。

## 概要
特急「にちりん」は、1968年10月1日に博多駅 - 西鹿児島駅（現・鹿児島中央駅）間を日豊本線経由で運行していた同名の急行列車を特急に格上げする形で運行を開始した。当時の日豊本線は幸崎駅以南が非電化であったためキハ80系気動車が使用された。その後、1972年に博多駅 - 大分駅間に485系電車を充当して1往復増発され、1974年4月25日に南宮崎駅まで電化区間が延長されたのを受けて485系充当の列車は宮崎駅まで延長された。
1975年3月10日のダイヤ改正では、「にちりん」は同日全線開業した山陽新幹線と小倉駅で接続する列車として位置づけられ、従来関西方面と日豊本線を直通していた特急「みどり」の九州内区間を編入する（「みどり」は翌年佐世保線の特急として列車名復活）などして8往復に増発され、同時にエル特急の指定を受けた。1979年に鹿児島駅までの日豊本線の全線の電化が完了したのを受け、翌年には気動車による運転を終了した。1982年11月15日のダイヤ改正では、夜行列車を除く日豊本線の優等列車が「にちりん」に統一された。
国鉄分割民営化以降は増発および大分駅発着列車を中心に新型車両の投入が進み、1993年頃までに博多駅 - 大分駅間と博多駅 - 南宮崎駅（一部はさらに西鹿児島駅まで運転）間がそれぞれ1時間あたり1本ずつの運行にほぼ統一された。この間下関駅・門司港駅発着の列車が設定された時期もあったが、博多駅発着への統一に伴い前者は1992年3月13日、後者は1997年3月21日をもってそれぞれ廃止された。
1995年4月20日に宮崎駅 - 西鹿児島駅間が「きりしま」として系統分割、1997年3月22日に博多駅 - 大分駅間の列車が「ソニック」として独立したことで「にちりん」は博多駅 - 南延岡駅・南宮崎駅・宮崎空港駅間の列車となったが、この頃から九州自動車道の全通により福岡市と宮崎市を結ぶ高速バス「フェニックス号」が大幅に時間短縮された影響で「にちりん」は特に大分駅 - 延岡駅間での利用不振が目立つようになっていた。そのため、2000年3月11日に「にちりん」は大分駅 - 延岡駅を廃止し、博多駅 - 大分駅間は「ソニック」に編入、延岡駅 - 宮崎駅間は「ひゅうが」として系統分割する形で大幅に本数が削減された。
その後、「にちりん」の本数自体は2000年3月10日以前の水準に回復していったが、2001年3月3日に小倉駅発着、2003年3月15日・2004年3月13日に別府駅発着に短縮された。2009年以降はさらに別府駅から大分駅発着への変更が進み、2012年3月17日に大分駅発着に統一された。2021年3月13日のダイヤ改正では再度日中の運転が削減されている。
このようにして、「にちりん」は従来の福岡県と大分県・宮崎県間の輸送、および山陽新幹線接続の役割から、大分県・宮崎県間の輸送、および宮崎空港へのアクセスへと役割を移していった（ただし「ソニック」と大分駅での接続の利便性を図ることで、従来の役割も一部残されている）。

### 「にちりん」の派生列車
特急「にちりんシーガイア」は1993年3月18日に「にちりん」の南宮崎駅発着列車のうち2往復に787系電車を投入した際に与えられた別愛称であり、当初から「にちりん」と通しの号数が与えられている。列車名は、同年に開業した宮崎市のリゾート施設、シーガイアに因んでいる。分割民営化後も新型車両が投入されず、国鉄型のみだった宮崎県内では当時数少ない新型車両として人気を博していたが、2000年3月11日に783系電車での運行となり、翌2001年3月3日には「にちりん」が小倉駅発着に変更されて一部列車が783系での運行になったことから、以降は「にちりん」との車両の差異はなくなり、車両形式を問わず博多駅に直通する「にちりん」としての意味合いが強くなっている（その後2011年3月12日に上り1本が、2021年3月13日に全列車が再び787系での運行になったことで、本来の姿を取り戻したと言える）。なお博多駅 - 宮崎空港駅間の運行距離は413.1 km（西小倉駅 - 小倉駅間の重複運転部分も含む）で、2016年3月26日のダイヤ改正以降、定期運行を行うJRグループ在来線の昼行優等列車としては最長距離を走っている。
また、787系の宮崎空港駅行き「にちりんシーガイア」の行先表示幕は「にちりんシーガイア／南宮崎経由宮崎空港」となっている。
特急「ドリームにちりん」は「にちりんシーガイア」の運行開始に合わせて、それまで門司港駅 - 西鹿児島駅間で運行されていた夜行急行「日南」を、787系投入の上で博多駅 - 南宮崎駅間の特急に変更する形で運行を開始した。2009年3月14日以降はJR九州管内を運行する唯一の定期夜行列車となっていたが、2011年3月10日出発分の運行をもって廃止された。
このほか、1990年3月から1995年4月までは783系充当の列車を「ハイパーにちりん」、1995年4月から1997年3月までは883系電車充当の列車を「ソニックにちりん」の列車名としていた。

### 列車名の由来
列車名の由来は、太陽を表す「日輪」を平仮名にしたものである。
「にちりん」の名称自体は、博多駅・門司港駅 - 西鹿児島駅間（日豊本線経由）および博多駅 - 熊本駅間（日豊本線・豊肥本線経由）で運行していた急行「ひかり」が、「ひかり」の愛称を東海道新幹線の超特急に使用するのに伴い列車名の変更を余儀なくされ、1964年10月1日から西鹿児島駅発着編成を「にちりん」とした列車が最初である。この「にちりん」は翌年の10月1日に廃止されるが、1966年3月25日に博多駅 - 西鹿児島駅間を運行する急行列車として列車名が復活し、上記の通り1968年に特急に昇格した。

## 運行概況
定期列車は「にちりん」が8往復、「にちりんシーガイア」が1往復運転される。号数は佐伯始発の列車が102号で、その他の列車は「にちりん」「にちりんシーガイア」で通しの番号が振られ、下りが1 - 17号、上りが2 - 16号となる。「にちりんシーガイア」は5・14号となる。
運行区間は、上り1本（102号）が佐伯発大分行き、1往復（3・16号）が小倉駅 - 宮崎空港駅間、上り1本（6号）が宮崎発大分行き、下り2本・上り1本（2・15・17号）が大分駅 - 南宮崎駅間、そのほかの「にちりん」は大分駅 - 宮崎空港駅間、「にちりんシーガイア」は博多駅 - 宮崎空港駅間である。大分駅発着の「にちりん」は1号を除く全列車が大分駅で「ソニック」と数分で接続する。
かつては特急料金の乗り継ぎ料金制度により、別府駅または大分駅で改札を出ないで「にちりん」と「ソニック」を乗り継ぐ場合は、通しの料金で乗車することができたため、駅や車内での案内も「にちりん○○号（&ソニック）、大分（博多）行き」（あるいはその逆）と記されていた（制度については後述）。102号の車両は早朝に南延岡駅始発の佐伯駅行き普通列車で送り込まれ、佐伯駅より特急列車として運転する。
列車番号は「にちりん」「にちりんシーガイア」共通で、号数+5000M（102号は5092M)である。
繁忙期は小倉駅 - 大分駅間、大分駅 - 宮崎空港駅間で臨時列車が運転される。
- 小倉駅 - 大分駅間の臨時特急のうち、787系で運行する列車は「にちりん」として運行される[4]。号数は70・290番台（かつては80・90番台）が与えられ、883系・885系で運行される「ソニック」と通しの番号になっている。2010年度ダイヤまでは別府駅・大分駅発着の定期列車を延長する形でも運行されていた。
- 大分駅 - 宮崎空港駅間の臨時特急は、延岡駅発着の定期列車「ひゅうが」2・6・9・13号を大分駅まで延長運転としたダイヤで運転される。号数は60番台が与えられる。2021年3月改正で繁忙期の臨時列車として設定がなされたが、2023年度年末年始から運転されるようになった。

このほか、みずほPayPayドームでのコンサートなど、福岡市周辺で大規模なイベントが行われた際に博多駅 - 大分駅間で臨時特急が運行されるが、この時も783系・787系充当の列車は「にちりん」として運行される。号数は80番台（かつては190番台）が与えられている。2013年には佐伯駅まで「にちりん」として運転するパターンもあった。
2017年3月4日より、787系4両編成のうち5往復がワンマン運転となり、2018年3月17日のダイヤ改正からは787系4両編成全列車に拡大している。ただし、4両運転であっても小倉駅 - 大分駅間の運転、他編成（787系6両編成など）の突発的な代走の場合は車掌が乗務するほか、ワンマン運転中でも抜き打ちで添乗員が乗務し検札を行う。

### 停車駅
にちりん
小倉駅 - 行橋駅 - 宇島駅 - 中津駅 - 柳ケ浦駅 - 宇佐駅 - 杵築駅 - （亀川駅） - 別府駅 - 大分駅 - 鶴崎駅 - （大在駅） -  （幸崎駅） - 臼杵駅 - 津久見駅 - 佐伯駅 - 延岡駅 - 南延岡駅 - （門川駅） - 日向市駅 -（都農駅）- 高鍋駅 - 佐土原駅 - （宮崎神宮駅） - 宮崎駅 - 南宮崎駅 - 宮崎空港駅
- （）の駅は一部列車のみ停車。（小倉駅〜大分駅間を運転するのは3・16号のみ）
  - 亀川駅は3号が停車。
  - 大在駅は102号が停車。
  - 幸崎駅は1・3・15・17・102号が停車。
  - 門川駅は2・4・16号が停車。
  - 都農駅は16号が停車。
  - 宮崎神宮駅は4・11号が停車。

にちりん（繁忙期増発）
小倉駅 - 行橋駅 - （宇島駅） - 中津駅 - （柳ケ浦駅） - （宇佐駅） - （杵築駅） - （亀川駅） - 別府駅 - 大分駅
- （　）内の駅は一部列車のみ停車。停車パターンは列車によって異なる。

にちりんシーガイア
博多駅 - （吉塚駅） - 香椎駅 - （福間駅） - 赤間駅 - 折尾駅 - 黒崎駅 - 小倉駅 - （朽網駅） - 行橋駅  - 中津駅 -（杵築駅） - 別府駅 - 大分駅 - 鶴崎駅 - 臼杵駅 - 津久見駅 - 佐伯駅 - 延岡駅 - 南延岡駅  - 日向市駅 - 高鍋駅 - 佐土原駅 - 宮崎駅 - 南宮崎駅 - 宮崎空港駅
- （　）の駅は5号のみ停車。
- 小倉駅でスイッチバックをするため、小倉駅到着時には座席の向きを変えるようにとの車内放送が流れる。また西小倉駅 - 小倉駅間は重複運転となるが、小倉駅で途中下車しなければこの区間は運賃・料金計算には含めない。（後述参照）

また、上記以外の駅に臨時停車を行う場合がある。例として、沿線イベント開催に伴い、築城駅(航空自衛隊・築城基地航空祭開催のため)、中山香駅、浅海井駅（JR九州ウォーキング開催のため）に停車することがある。
- 停車駅の詳細は以下の表を参照（2025年4月現在）。
  - ●：全列車が停車
  - ▼：下りのみ全列車が停車
  - ▲：上りのみ全列車が停車
  - ▽：下りのみ一部列車が停車
  - －：通過

| 博多－別府       | 博多－別府 | 博多－別府 | 博多－別府 | 博多－別府 | 博多－別府 | 博多－別府 | 博多－別府 | 博多－別府 | 博多－別府 | 博多－別府 | 博多－別府 | 博多－別府 | 博多－別府 | 博多－別府 | 博多－別府 | 博多－別府 | 博多－別府 | 博多－別府 | 博多－別府                    | 博多－別府                    |                               |                               |
| 運行本数＼駅名   | 博多駅     | 吉塚駅     | 香椎駅     | 福間駅     | 赤間駅     | 折尾駅     | 黒崎駅     | 小倉駅     | 朽網駅     | 行橋駅     | 宇島駅     | 中津駅     | 柳ケ浦駅   | 宇佐駅     | 杵築駅     | 亀川駅     | 別府駅     |            | 備考                          | 備考                          | 備考                          |                               |
| ---------------- | ---------- | ---------- | ---------- | ---------- | ---------- | ---------- | ---------- | ---------- | ---------- | ---------- | ---------- | ---------- | ---------- | ---------- | ---------- | ---------- | ---------- | ---------- | ----------------------------- | ----------------------------- | ----------------------------- | ----------------------------- |
| 下り1本／上り1本 |            |            |            |            |            |            |            | ●          | －         | ●          | ●          | ●          | ●          | ●          | ●          | ▼          | ●          | ↙          | 小倉発着（3、16号）           | 小倉発着（3、16号）           | 小倉発着（3、16号）           | 小倉発着（3、16号）           |
| 下り1本／上り1本 | ●          | ▼          | ●          | ▼          | ●          | ●          | ●          | ●          | ▼          | ●          | －         | ●          | －         | －         | ▼          | －         | ●          | ↙          | にちりんシーガイア（5、14号） | にちりんシーガイア（5、14号） | にちりんシーガイア（5、14号） | にちりんシーガイア（5、14号） |
| （下り停車本数） | 1          | 1          | 1          | 1          | 1          | 1          | 1          | 2          | 1          | 2          | 1          | 2          | 1          | 1          | 2          | 1          | 2          |            |                               |                               |                               |                               |
| （上り停車本数） | 1          | 0          | 1          | 0          | 1          | 1          | 1          | 2          | 0          | 2          | 1          | 2          | 1          | 1          | 1          | 0          | 2          |            |                               |                               |                               |                               |
|                  |            |            |            |            |            |            |            |            |            |            |            |            |            |            |            |            |            |            |                               |                               |                               |                               |
| 大分－宮崎空港   |            |            |            |            |            |            |            |            |            |            |            |            |            |            |            |            |            |            |                               |                               |                               |                               |
| 運行本数＼駅名   |            | 大分駅     | 鶴崎駅     | 大在駅     | 幸崎駅     | 臼杵駅     | 津久見駅   | 佐伯駅     | 延岡駅     | 南延岡駅   | 門川駅     | 日向市駅   | 都農駅     | 高鍋駅     | 佐土原駅   | 宮崎神宮駅 | 宮崎駅     | 南宮崎駅   | 宮崎空港駅                    | 備考                          |                               |                               |
| 下り1本／上り1本 | ↗          | ●          | ●          | －         | ▼          | ●          | ●          | ●          | ●          | ●          | ▲          | ●          | ▲          | ●          | ●          | －         | ●          | ●          | ●                             | 小倉駅発着（3、16号）         |                               |                               |
| 下り1本／上り1本 | ↗          | ●          | ●          | －         | －         | ●          | ●          | ●          | ●          | ●          | －         | ●          | －         | ●          | ●          | －         | ●          | ●          | ●                             | にちりんシーガイア（5、14号） |                               |                               |
| 下り4本／上り3本 |            | ●          | ●          | －         | ▽          | ●          | ●          | ●          | ●          | ●          | －         | ●          | －         | ●          | ●          | －         | ●          | ●          | ●                             | 幸崎駅には下り1本が停車       |                               |                               |
| 下り1本／上り1本 |            | ●          | ●          | －         | －         | ●          | ●          | ●          | ●          | ●          | ▲          | ●          | －         | ●          | ●          | ●          | ●          | ●          | ●                             | 宮崎神宮駅停車（4、11号）     |                               |                               |
| 下り2本／上り1本 |            | ●          | ●          | －         | ▼          | ●          | ●          | ●          | ●          | ●          | ▲          | ●          | －         | ●          | ●          | －         | ●          | ●          |                               | 南宮崎駅発着（2、15、17号）   |                               |                               |
| 上り1本          |            | ●          | ●          | －         | －         | ●          | ●          | ●          | ●          | ●          | －         | ●          | －         | ●          | ●          | －         | ●          |            |                               | 宮崎駅始発（6号）             |                               |                               |
| 上り1本          |            | ●          | ●          | ●          | ●          | ●          | ●          | ●          |            |            |            |            |            |            |            |            |            |            |                               | 佐伯駅始発（102号）           |                               |                               |
| （下り停車本数） |            | 9          | 9          | 0          | 4          | 9          | 9          | 9          | 9          | 9          | 0          | 9          | 0          | 9          | 9          | 1          | 9          | 9          | 7                             |                               |                               |                               |
| （上り停車本数） |            | 9          | 9          | 1          | 1          | 9          | 9          | 9          | 8          | 8          | 3          | 8          | 1          | 8          | 8          | 1          | 8          | 7          | 6                             |                               |                               |                               |

### 使用車両・編成
大分鉄道事業部大分車両センター・南福岡車両区に所属する787系電車が充当されている。大分車両センターに所属する車両が4両編成、南福岡車両区に所属する車両が6両編成（グリーン個室・DXグリーン連結）で運転される。4両編成は「にちりん」6往復に、6両編成は「にちりん」2往復と「にちりんシーガイア」に充当されている。
2011年3月12日の九州新幹線鹿児島ルート全線開通に伴い余剰となった車両で485系電車を置き換えるために日豊本線の特急列車に転用したもので、特急「ひゅうが」「きりしま」にも充当されている（ただし6両編成は「きりしま」での定期運用はない）。なお、「にちりんシーガイア」「ドリームにちりん」には1993年 - 2000年にも充当されたことがあり、当時連結していたビュッフェも営業していた（「ドリームにちりん」では休止）。現在、ビュッフェ区画は改造され、普通席になっている。ボックスシートは3人以上の利用で発売される指定席であるが、4・5・14号では自由席となっている（土休日の5号では指定席）。

#### 過去の使用車両
- キハ80系気動車：1968年10月1日 - 1980年9月30日
- 583系電車：1980年10月1日 - 1984年1月31日
- 485系電車：1972年4月27日 - 2011年3月11日
  - 定期運用終了後も2015年まで小倉駅 - 大分駅間の臨時列車に使用された。グリーン車の連結は定期運用終了と同時に廃止されている。
- 783系電車：1990年3月10日 - 1996年3月15日、2000年3月11日 - 2021年3月12日
  - 1995年までは当系列を用いる「にちりん」は「ハイパーにちりん」の列車名で運転されていた。1996年までは大分駅以北の「にちりん」のみに、2000年からの1年間は「にちりんシーガイア」「ドリームにちりん」のみに充当されていた。2021年3月13日以降も突発的に運用に入る場合がある。
- 883系電車：1995年3月16日[6] - 1997年3月21日
  - 1995年4月20日からは、883系で運行する「にちりん」は「ソニックにちりん」の列車名で運行されていた。なお883系は1995年、1997年の投入の際にいずれもダイヤ改正に先行して投入されたため、投入からダイヤ改正までの短期間ではあったが、883系による「にちりん」も運行されていた。
  - 定期運用は大分駅以北のみだったが、1996年8月7日 - 9日には南宮崎駅発着の「にちりん」（20・33号）に充当されている。
- 885系電車：2010年9月11日 - 9月26日の土・日・祝日
  - 「がんばれ宮崎!」のラッピングを施した885系電車が「にちりんシーガイア」7・20号に充当された[7][信頼性要検証]。

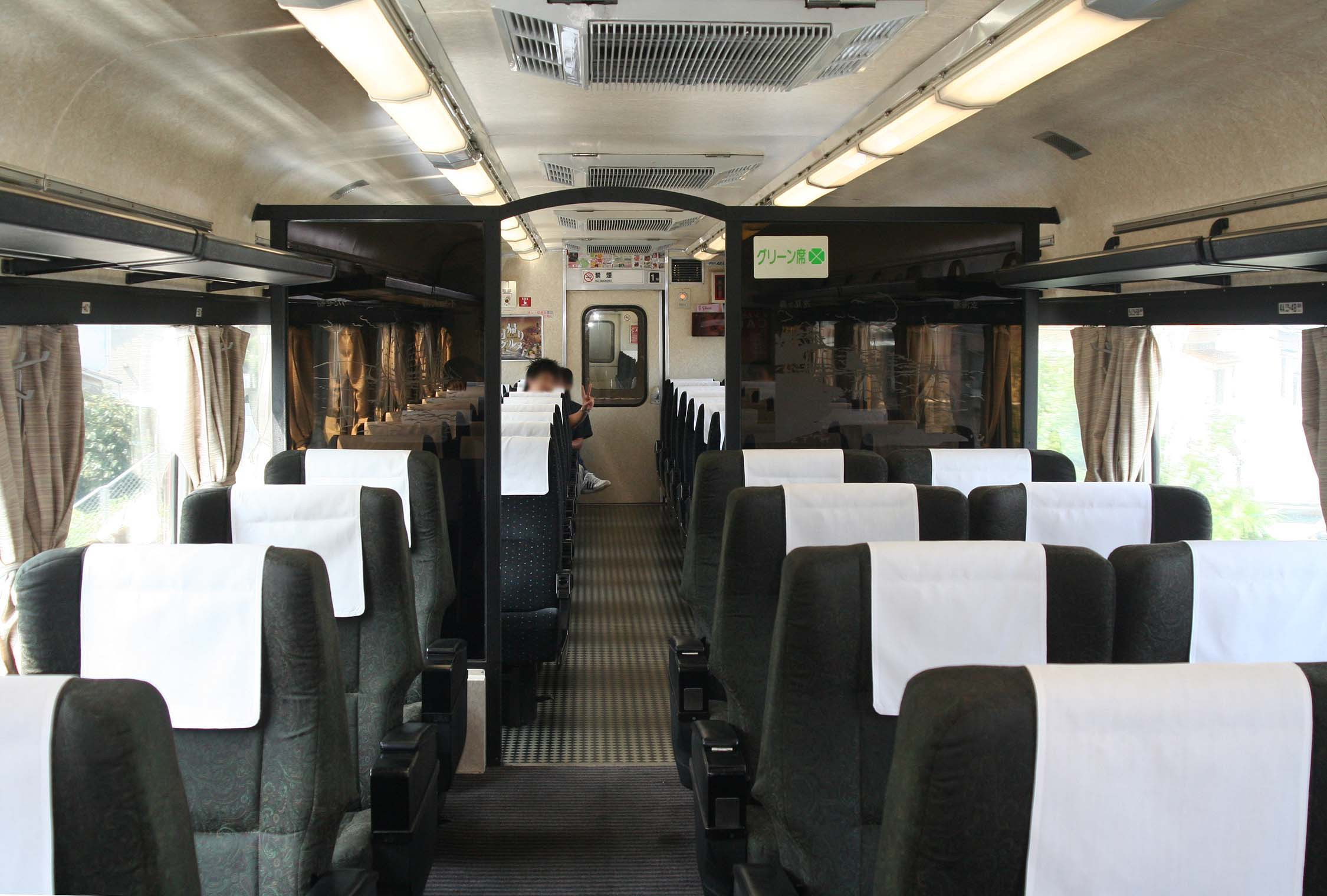
485系の1号車グリーン席、普通席（2007年9月）
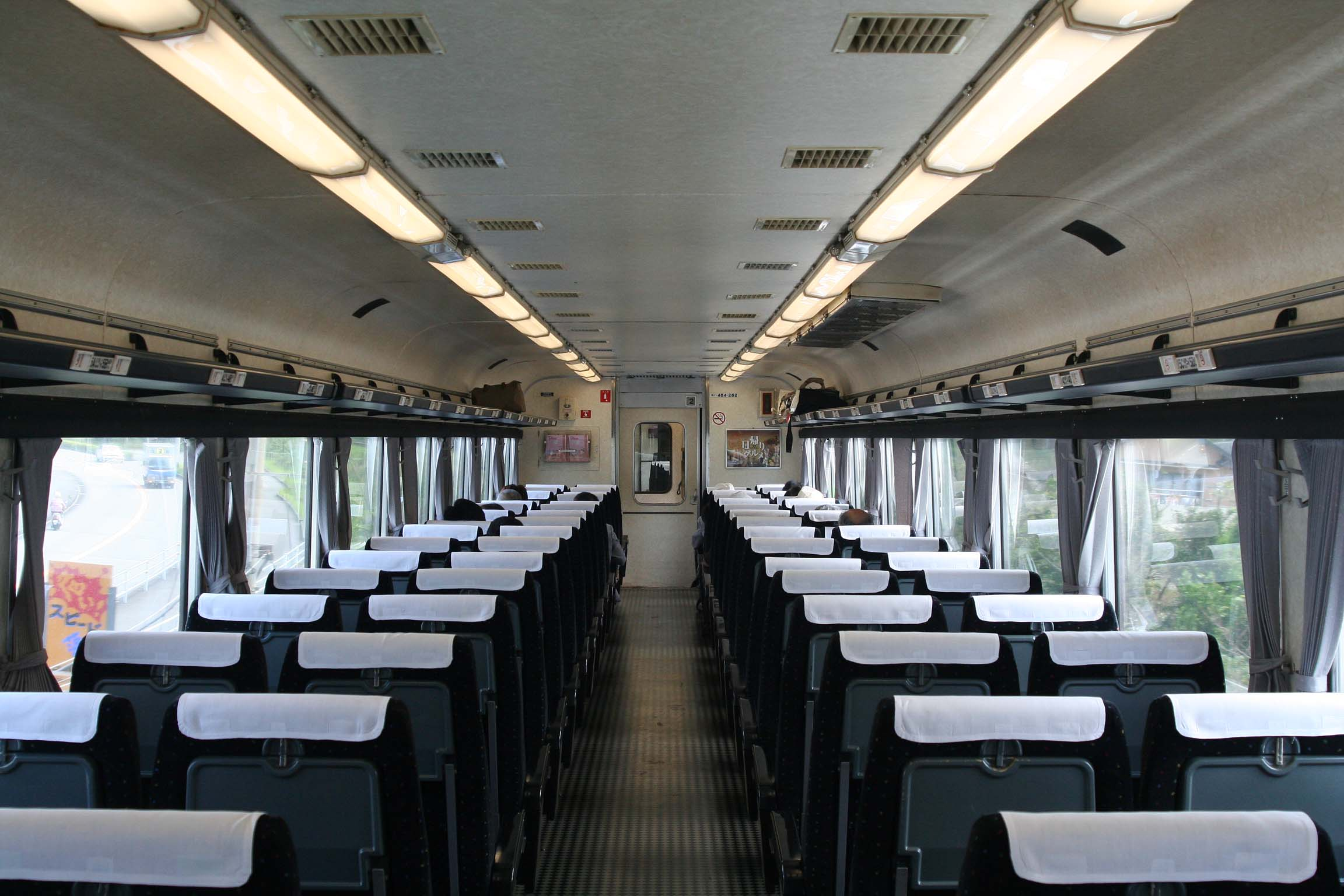
485系の2号車普通車指定席（2007年9月）

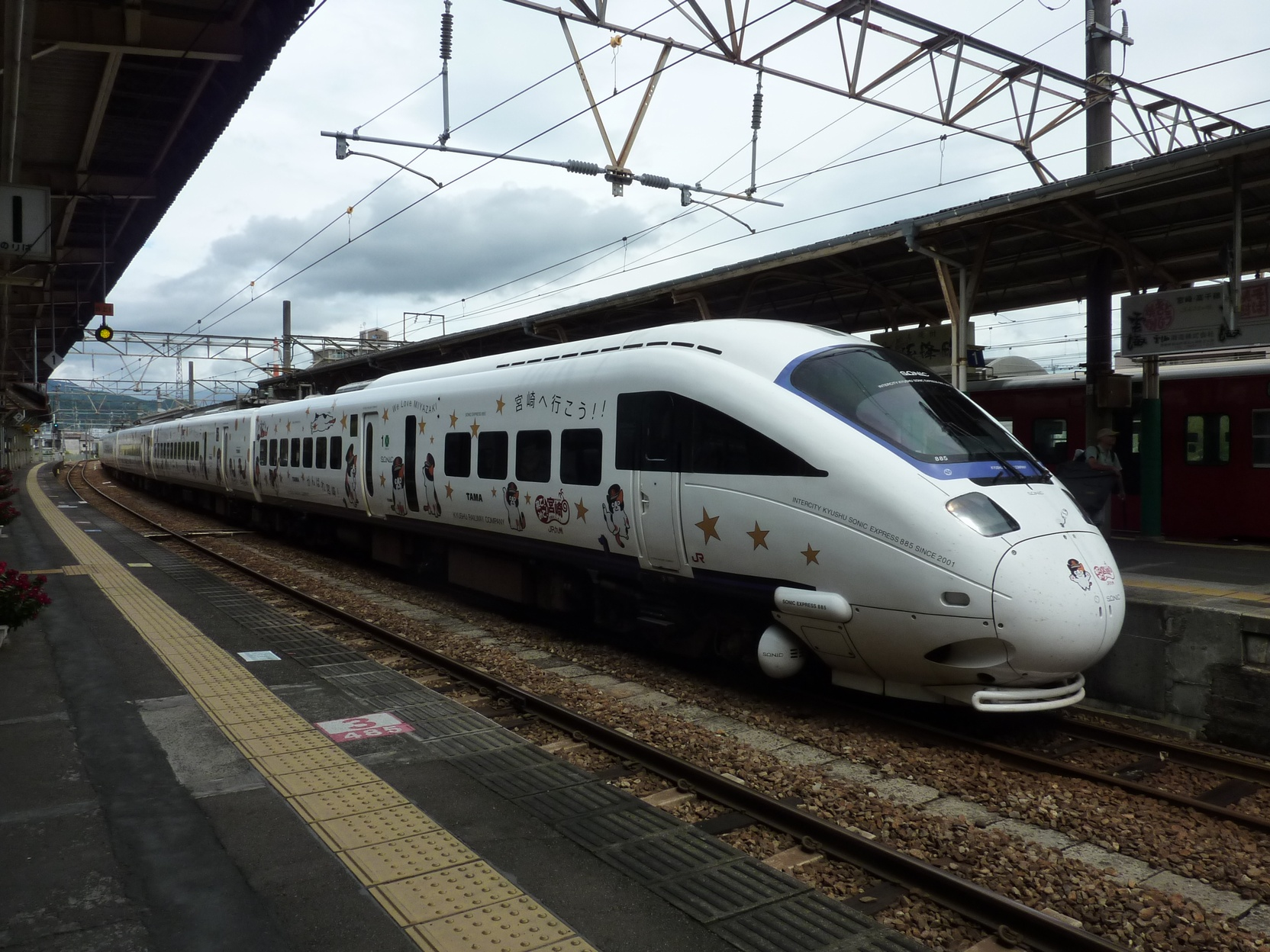
885系「がんばれ宮崎!」ラッピング（2010年9月23日 延岡駅）

### 「にちりん」に関する乗車券等の特例
特急「にちりん」号が関与する乗車券等の特例は以下のとおり。
1. にちりんシーガイアに対しては「小倉駅から博多方面と大分方面を引き続き乗車する場合は、西小倉駅 - 小倉駅間は重複乗車となるが、特例により小倉駅 - 西小倉駅間のキロ数は含めないで運賃計算を行う」特例がソニックと同様に適用されている。ただし、小倉駅で途中下車はできない。また特急料金等についても、同様に西小倉駅 - 小倉駅間のキロ数を含めないで計算する。そのため、実際の運行距離から1.6km（小倉駅 - 西小倉駅間0.8kmの往復分）が引かれて運賃計算・特急料金等の計算が行われる。この特例により、博多駅 - 大分駅間（小倉駅経由）は実際の走行距離200.1キロに対し、博多駅 - 西小倉駅間＋西小倉駅 - 大分駅間の合計198.5キロとして扱われ、特急券やグリーン券も200キロ以内の料金で安く購入可能となる。
2. 宮崎駅 - 宮崎空港駅間に関しては制度上、普通列車としての運転となる[8]。このため、乗車券のみで普通車自由席に乗車可能で、宮崎駅を跨いで乗車する場合、特急料金は自由席特急券のみ宮崎駅以北の区間のみで計算される。なお、この区間のみで普通車指定席またはグリーン車に乗車する場合、指定席券あるいは普通列車用自由席グリーン券は車内で車掌から購入する。

かつては別府駅または大分駅で改札を出ないで「にちりん」と「ソニック」を乗り継ぐ場合、特急料金の乗り継ぎ料金制度により、通しの料金で乗車することができた。この特例は2003年に「にちりん」が一部別府駅発着になった際に設定されたもので、2012年3月17日に「にちりん」の別府駅発着列車が消滅、事実上大分駅のみでの接続となった後も規則上は別府駅における特例も残されていたが、この特例は2025年4月1日に廃止され、現在は大分駅を境に別々に計算されている。
従って大分駅を跨ぐ利用について、「にちりんシーガイア」や小倉駅発着「にちりん」（乗り換えなしで直通）と、「ソニック」「にちりん」を大分駅で乗り継ぐ場合の特急料金が異なるようになった。
なお、当時も「にちりん」でグリーン個室およびDXグリーンを利用した場合のグリーン料金はこの対象外となっていたほか、小倉駅での「きらめき」「かささぎ」との乗り継ぎには適用されなかった。

## 過去に運行されていた列車

### ドリームにちりん
1993年3月18日のダイヤ改正で、門司港駅（後に博多駅） - 西鹿児島駅間（宮崎駅 - 西鹿児島駅間は普通列車）を運行していた夜行急行列車「日南」が、787系投入に伴い博多駅 - 南宮崎駅間の特急「ドリームにちりん」に変更された（寝台は廃止）。「日南」時代に続いて1日1往復の運行で、1996年7月18日に下りのみ宮崎空港駅まで延長され、2000年3月11日に783系での運行となり、以後廃止までこの体制で運行していた。夜行列車としての役割と同時に、博多駅 - 小倉駅・大分駅間や延岡駅 - 南宮崎駅・宮崎空港駅間の始発・最終列車としての役割を兼ねており、時間調整を行うため大分駅で長時間停車していた。
本州から九州に乗り入れる夜行列車が全廃されたことにより、2009年3月14日以降はJR九州管内を運行する唯一の定期夜行列車となり、2010年3月13日以降は急行「能登」が臨時列車とされたため、JRでは最後の座席車のみの定期夜行列車であったが、2011年3月12日のダイヤ改正で、博多駅 - 大分駅間は「ソニック」、延岡駅 - 宮崎空港駅間は「ひゅうが」にそれぞれ編入（大分駅 - 延岡駅間は廃止）され、廃止された（運転最終日は始発駅基準で同年3月10日）。

#### 停車駅
以下の停車駅は廃止時点のものである。
博多駅 - 赤間駅 - 折尾駅 - 黒崎駅 - 八幡駅 - 戸畑駅 - 小倉駅 - 行橋駅 - 宇島駅 - 中津駅 - 柳ヶ浦駅 - 宇佐駅 - （杵築駅） - 別府駅 - 大分駅 - 臼杵駅 - 津久見駅 - 佐伯駅 - 延岡駅 - 南延岡駅 - 門川駅 - 日向市駅 - 都農駅 - 高鍋駅 - 佐土原駅  - 宮崎駅 - 南宮崎駅 - 宮崎空港駅
- （　）は宮崎空港行きのみ停車、博多行きは南宮崎駅始発で運転

#### 使用車両・編成
南福岡車両区に所属する783系が使用された。
編成は783系「にちりん」や「にちりんシーガイア」と同様であるが、指定席の一部は女性専用席とされた。車種が783系に変更されて以降、女性専用席は1号車B室に設けられていたが、2008年10月1日から2号車A室に変更された。

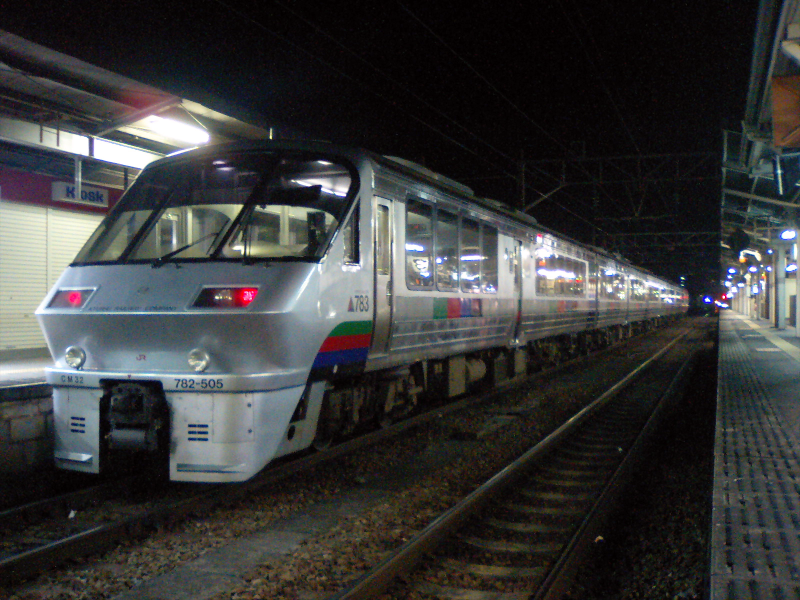
783系「ドリームにちりん」（2009年4月 大分駅）
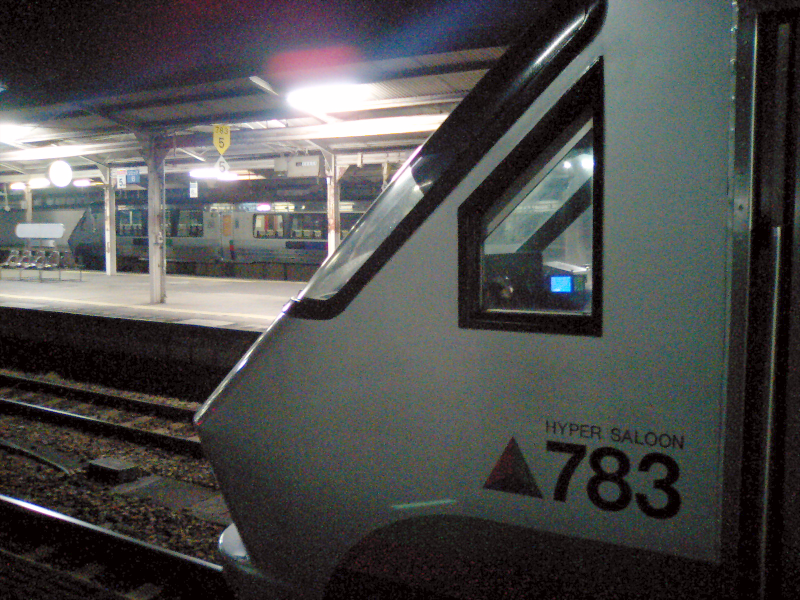
大分駅で長時間停車する「ドリームにちりん」。手前が博多行き、奥が宮崎空港行き。（2009年4月）

## 日豊本線優等列車沿革

### 観光列車「ひかり」→「にちりん」と周辺列車群
- 1958年（昭和33年）
  - 4月25日：博多駅 - 別府駅間を鹿児島本線・日豊本線経由で運行する臨時急行列車「ひかり」が運行開始。
  - 5月1日：「ひかり」の運転区間を変更し、豊肥本線経由で熊本駅まで運転。また一部の編成の運転区間を門司港駅 - 別府駅間（鹿児島本線・日豊本線経由）に変更。
  - 8月1日：「ひかり」が定期列車化。準急列車として運行される。
- 1959年（昭和34年）
  - 4月1日：「ひかり」の一部編成の運転区間を博多駅・門司港駅 - 都城駅間に変更。
  - 9月22日：「ひかり」の博多駅・門司港駅 - 都城駅間の系統が、宮崎駅 - 都城駅間において宮崎駅 - 西鹿児島駅間（現在の鹿児島中央駅）を運転する編成の併結開始。
- 1960年（昭和35年）
  - 3月10日：大分駅 - 別府駅間（小倉駅・熊本駅・大分駅経由）において「第2ひかり」運行開始、従来の「ひかり」は愛称を「第1ひかり」に変更。
  - 6月1日：ダイヤ改正に伴い以下のように変更をする。

  1. 「ひかり」、博多駅・門司港駅 - 都城駅間の系統および宮崎駅 - 西鹿児島駅間を統合し、運行区間を博多駅・門司港駅 - 熊本駅・西鹿児島駅に変更する。
  2. 別府駅 - 西鹿児島（1963年5月8日以降は宮崎駅で分割・併合で日南線・古江線（のちの大隅線）経由鹿屋駅行併結）間を運行する準急列車「日南（）」運行開始。
  3. 従来、博多駅 - 別府駅間を久大本線経由で運行していた臨時快速列車「ゆのか」の運行区間を延長し、定期列車化。博多駅 - 由布院駅 - 別府駅 - 博多駅間運行の循環準急列車となる。
- 1961年（昭和36年）10月1日：サンロクトオのダイヤ改正に伴い、以下のように変更する。
  1. 従来、門司港駅 - 宮崎駅間を運行していた準急列車に「青島（）」の名称を与える。
  2. 新たに広島駅 - 別府駅間運行の「べっぷ」の運行を開始。
  3. 「第2ひかり」は愛称を「ひまわり」に変更。「第1ひかり」は「ひかり」に愛称が戻る。
- 1962年（昭和37年）10月1日：ダイヤ改正に伴い以下のように変更する。
  1. 「ひかり」、急行列車に昇格。
  2. 西鹿児島駅 - 博多駅 - 宮崎駅間を運行する急行列車「フェニックス」の運行を開始。これに伴い、「青島」名称を廃止する。
- 1963年（昭和38年）7月15日：博多駅 - 大分駅間を運行する準急列車「きじま」運行開始。
- 1964年（昭和39年）10月1日：東海道新幹線開業に伴うダイヤ改正に伴い、以下のように変更をする。
  1. 「ひかり」の名称を東海道新幹線超特急の名称としたことから、運行系統を以下のように分割。
    1. 西鹿児島駅発着編成を「にちりん」に変更。
    2. 豊肥本線経由熊本駅発着編成を「くさせんり」に変更。

  2. 別府発宮崎行きの準急列車「つるみ」、大分発門司港行きの「しいば」運行開始。
    - これら片方向のみの準急列車はいわゆる送り込み運用の側面が大であったとされる。
- 1965年（昭和40年）10月1日：このときのダイヤ改正に伴い、以下のように変更する。
  1. 「にちりん」と広島駅 - 別府駅間運行の「べっぷ」を統合し広島駅・門司港駅 - 西鹿児島駅間に「青島」運行開始。これにより「にちりん」の名称一時廃止。
  2. 「くさせんり」の運行区間を三角駅 - 別府駅 - 小倉駅 - 長崎駅・佐世保駅間とし、「九重（）」に名称を変更。
- 1966年（昭和41年）
  - 3月5日：準急列車制度の改変に伴い、「しいば」・「ゆのか」・「つるみ」・「きじま」が急行列車に昇格。
  - 3月25日：博多駅 - 西鹿児島駅間を運行する急行列車として「にちりん」運行開始（「にちりん」の名称復活）。
- 1967年（昭和42年）10月1日：「九重」を別府駅 - 小倉駅 - 長崎駅・佐世保駅間に変更し、「べっぷ」の名称を与える。

### 特急「にちりん」の登場とその周辺列車群
- 1968年（昭和43年）10月1日：ヨンサントオのダイヤ改正により、以下のように変更する。
  1. 「にちりん」をキハ80系気動車を使用した特急に昇格。
  2. 「日南」の列車名が京阪神対日豊本線夜行急行に用いられる。これにより列車名を「南風（）」に変更する。
  3. 「しいば」が「南風」に統合。
  4. 「ゆのか」が博多駅 - 大分駅間を運行する急行列車の総称名となる。これにより、「きじま」名称廃止。また、前1967年に幸崎駅まで電化したことから、一部列車に475系電車を用いるようになる。
  5. 「べっぷ」が博多駅を境に運行系統を分割。博多駅以東を「ゆのか」に統合。
- 1972年（昭和47年）
  - 3月15日：このときのダイヤ改正に伴い、以下のように変更する。
    1. 「南風」の列車名称を土讃本線特急列車の名称に用いることから、列車名称を「しいば」に変更する。
    2. 従来門司港駅 - 西鹿児島駅間を運行していた夜行普通列車を急行列車に格上げし、「みやざき」の愛称を与える。

  - 4月27日：「にちりん」の博多駅 - 大分駅間（鹿児島本線・日豊本線経由）において485系電車を使用し1往復増発し2往復（電車1往復・気動車1往復）となるが、増発分の大分発着「にちりん」の食堂車は営業休止のまま連結。
- 1973年（昭和48年）10月1日：「フェニックス」の宮崎発列車の行き先を西鹿児島駅から博多駅に変更。
- 1974年（昭和49年）
  - 4月25日：日豊本線幸崎駅 - 南宮崎駅間電化に伴い、「にちりん」の博多駅 - 大分駅系統の運行区間を宮崎駅まで延長。運行区間を博多駅 - 宮崎駅間に変更。延長前に営業休止の食堂車が営業を開始。気動車特急「おおよど」[注 3] 新設により編成を共通運用化させる為に西鹿児島発着「にちりん」の食堂車が編成から外れる。
  - 11月1日：新幹線「ひかり」食堂車従業員確保で宮崎駅発着の「にちりん」の食堂車営業を終了。
- 1975年（昭和50年）3月10日：山陽新幹線岡山駅 - 博多駅開通にともなうダイヤ改正に伴い、以下のように変更する。
  1. 「にちりん」がエル特急に指定される。6往復増発し8往復（電車7往復・気動車1往復）となる。同時に山陽新幹線岡山駅 - 博多駅開業にともない、小倉駅にて新幹線に接続する列車となる。
    - 運行区間：博多駅・小倉駅 - 大分駅・宮崎駅間（485系）、博多駅 - 西鹿児島駅間（キハ80系）

  2. 「ゆのか」を博多駅 - 小倉駅 - 大分駅間の急行列車に統一。熊本駅乗り入れを廃止し、山陽線直通の「べっぷ」の日豊本線内の系統も吸収する。
  3. 門司港駅・小倉駅・別府駅 - 宮崎駅・西鹿児島間運行の急行として「日南」を設定[注 4]。これにより、「フェニックス」「青島」「高千穂」「みやざき」として運行されていた日豊本線内急行の名称は廃止。
  4. 宮崎駅 - 西鹿児島駅間の急行列車は、「しいば」を除き、「錦江」に統一。山陽線直通の「青島」は「日南」と「錦江」に分割される。
- 1978年（昭和53年）10月2日：ゴーサントオのダイヤ改正により、以下のように変更する。
  1. 「にちりん」使用のクハ481形200番台の列車名幕に太陽を図案化したイラストマークが採用される。
  2. 「しいば」の列車名称を「日南」に変更。
- 1979年（昭和54年）10月1日：日豊本線全線電化。「錦江」1往復を格上げし西鹿児島駅発着系統を1往復電車列車で増発。ただし従前より運行の西鹿児島駅発着系統の「にちりん」の1往復は「おおよど」と車両を共通運用するためキハ80系気動車のままで運行。
- 1980年（昭和55年）10月1日：「にちりん」でのキハ80系気動車の使用を終了、全列車が電車化される（共通運用を組んでいた「おおよど」は廃止）。同時に「彗星」の間合い運用で583系電車による運行を開始。また、別府発西鹿児島行きの「にちりん」1号が設定された。
  - このとき、昼行急行「日南」・「ゆのか」は大幅削減されたが、特急への統一を前提に一部が残された（このため「日南」の一部は博多駅に乗り入れた）。その際、それらを格上げして運転されると想定した「にちりん」と実際に運転される「にちりん」を通しで付番したため、「にちりん」の号数に欠番が生じた。

### 総特急化とその後の進展
- 1982年（昭和57年）11月15日：東北新幹線・上越新幹線開業に伴うダイヤ改正により九州各線での昼行電車急行列車を廃止し、東北新幹線開業により余剰となった485系電車を用いて特急列車化がなされる。これにより「日南」は夜行列車1往復を残し、すべて「にちりん」に格上げされる。
- 1984年（昭和59年）2月1日：583系による「にちりん」を終了し、全列車485系電車による運転となる。
- 1985年（昭和60年）3月14日：小倉－大分間最高速度120 km/h引き上げによりスピードアップ[14]。また485系ボンネット形先頭車にもイラストマーク採用。イラストの濃さが特に濃いものも有り、太陽の赤い部分が目立って大きく見えたマークも存在した。
- 1986年（昭和61年）11月1日：「にちりん」が下関駅 - 大分駅間の運行開始。
- 1988年（昭和63年）3月13日：一本列島のダイヤ改正により、以下のように変更。
  1. 「にちりん」を26往復に大増発。小倉－大分間の運転間隔が30分間隔に。また、博多駅乗り入れも列車も1時間間隔となる。
  2. 「にちりん」の宮崎駅発着系統の一部を南宮崎駅発着に延長。
  3. 「にちりん」が門司港駅 - 大分駅間で運行開始。
  4. 「日南」の運行区間を博多駅 - 西鹿児島駅に変更（宮崎駅 - 西鹿児島駅間は普通列車で運転）。
- 1989年（平成元年）3月11日：「にちりん」の大分駅発着系統の一部を佐伯駅発着に運行区間延長。
- 1990年（平成2年）3月10日：ダイヤ改正に伴い、以下のように変更。
  1. 大分駅発着系統の一部において783系電車「ハイパーサルーン」の使用を開始し[11]、当該列車の愛称を「ハイパーにちりん」とする[14]。
  2. 宮崎駅発着列車をすべて南宮崎駅発着とする。
- 1991年（平成3年）3月16日：「にちりん」のうち、佐伯駅発着系統の一部列車を南延岡駅発着に運行区間延長。
- 1992年（平成4年）7月15日：このときのダイヤ改正に伴い、以下のように変更する。
  1. 下関駅 - 大分駅間の「にちりん」を廃止[14]。これにより本州区間及び直流電化区間への乗り入れがなくなる。
  2. 別府始発西鹿児島行き「にちりん」1号を小倉始発に延長。
  3. 延岡駅 - 宮崎駅間の最高速度を従来の85 km/hから110 km/hに引き上げ、これにより所要時間が平均7分程度短縮された[15][16]。

- 1993年（平成5年）3月18日：このときのダイヤ改正に伴い、以下のように変更。
  1. 「にちりん」の南宮崎駅・西鹿児島駅発着系統を1時間間隔に増発。南宮崎駅発着列車の2往復（9・22・41・50号）に787系を新製投入し、当該列車の愛称を「にちりんシーガイア」に変更[11]。ビュッフェ営業も行われたので19年ぶりに「にちりん」に供食設備が復活する。
  2. 「日南」に787系を投入し、博多駅 - 南宮崎駅間の特急「ドリームにちりん」に変更[11]。
    - なお、改正後も「日南」は臨時列車として1年余り運行した。
- 1994年（平成6年）3月1日：1991年度より実施していた延岡駅 - 宮崎駅間の地上設備の改良工事（一線スルー化など）が完了、これにより所要時間が平均11分程度、最大13分短縮された[17][16]。
- 1995年（平成7年）4月20日：このときのダイヤ改正に伴い、以下のように変更。
  1. 「にちりん」の西鹿児島駅発着系統を南宮崎駅発着に見直し[16]。宮崎駅 - 西鹿児島駅間は快速「錦江」との再編で特急「きりしま」を新設。
  2. 883系を大分駅発着列車の一部に投入し、「ソニックにちりん」に変更[11]。
  3. 「ハイパーにちりん」の愛称を廃止し「にちりん」に統合（783系自体は引き続き充当）。
  4. 門司港発「つばめ」の時刻を繰り下げ、門司港駅 - 博多駅間にこれまでの「つばめ」のダイヤを踏襲する形で「にちりん」101号を設定。

  - この改正から翌年3月のダイヤ改正までの1年弱、「にちりん」には485系・783系・787系・883系と4系統の車両が用いられていた。JR九州の在来線特急列車で定期ダイヤで1愛称に4系統の車両が用いられたのはこれが唯一の事例である。
  - なお、この改正で485系のボンネット形先頭車の運用は消滅。九州鉄道記念館に保存されたクハ481-603を除き全車解体となった。
- 1996年（平成8年）
  - 3月16日：ダイヤ改正により883系の運用が増加。783系は一旦運用を終了。
  - 7月18日：宮崎空港線開業に伴い、南宮崎駅発着列車の一部を宮崎空港駅発着に延長。
  - 8月7日〜9日：南宮崎駅発着の1往復（20・33号）に883系が使用される。
- 1997年（平成9年）
  - 3月22日：「にちりん」・「ソニックにちりん」のうち、大分駅発着列車を「ソニック」に変更。また「にちりん」の門司港駅 - 大分駅系統を廃止。これによって「にちりん」は宮崎県乗り入れ列車の愛称となり（101号を除く）、南延岡・南宮崎・宮崎空港駅発着の計13往復（＋101号、「ドリームにちりん」1往復）に減少。
  - 11月29日：「にちりん」101号を長崎行き「かもめ」5号に編入。博多発門司港行きの「にちりん」102号を新設。

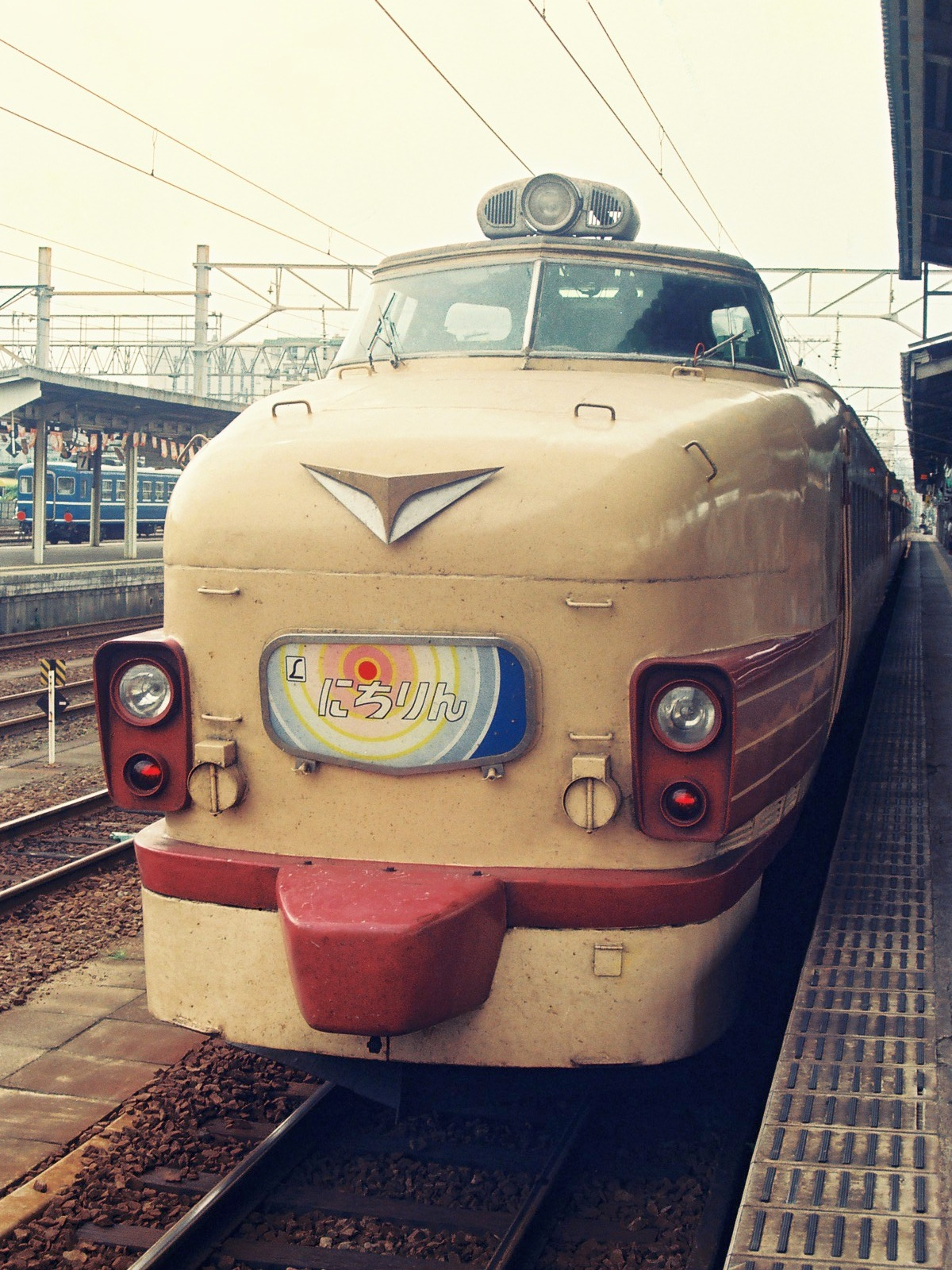
国鉄標準色の「にちりん」（1991年8月 大分駅）
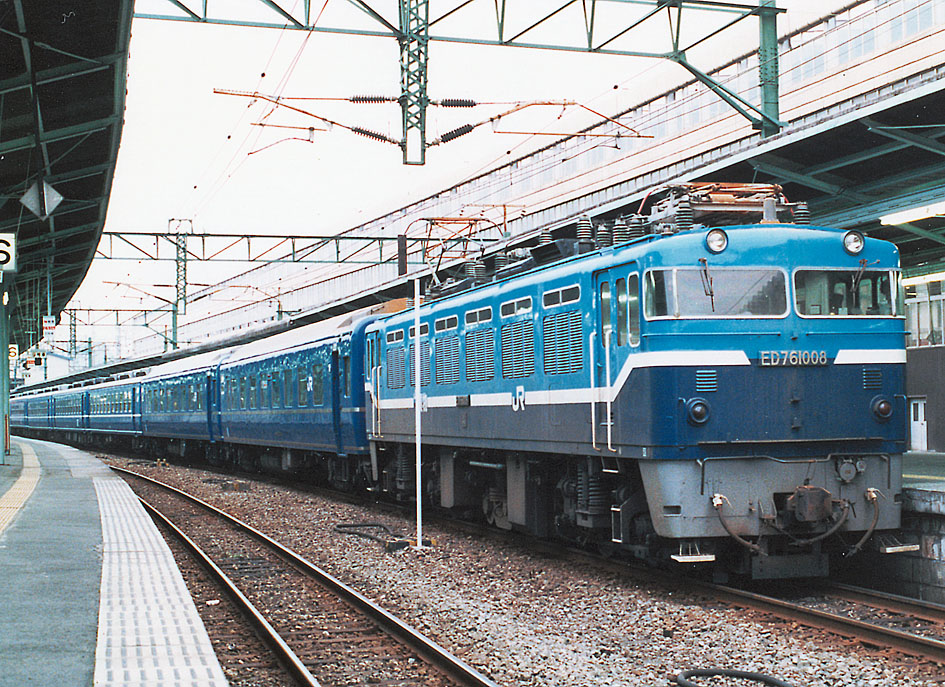
JR貨物色 ED76 1008けん引急行「日南」（小倉駅）
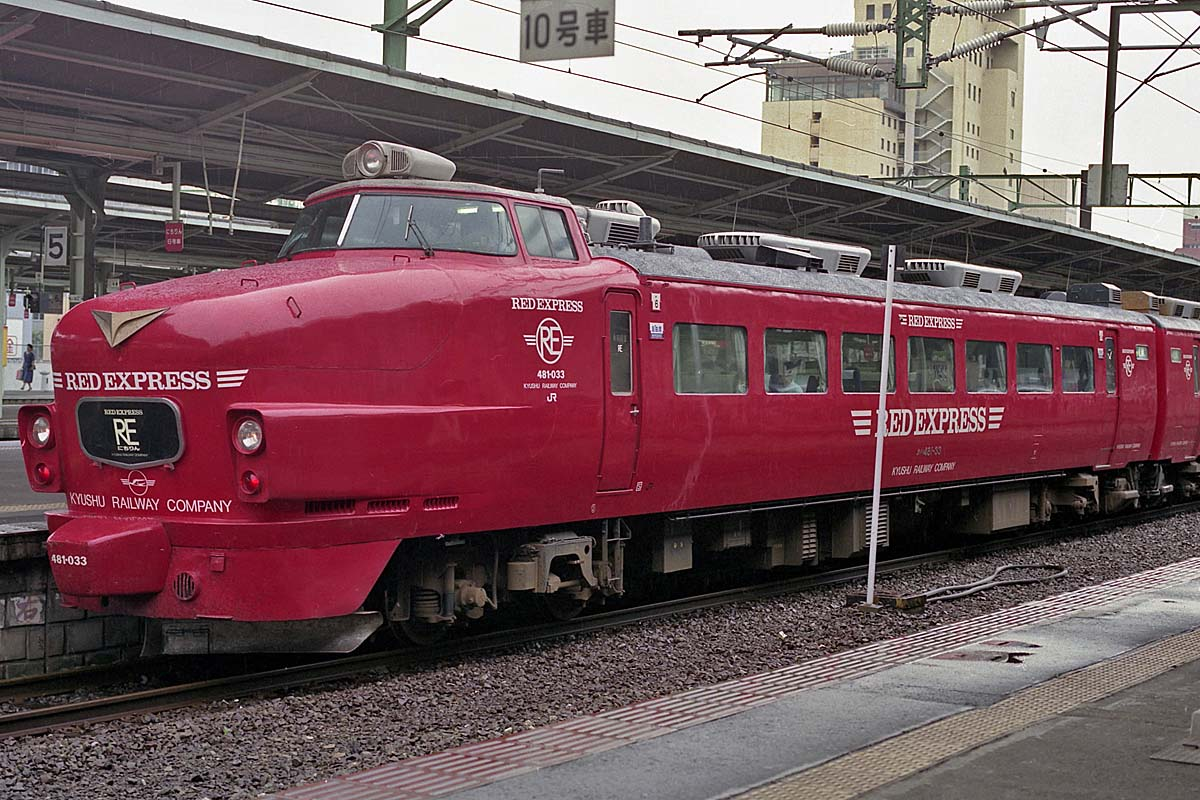
ボンネットタイプの「にちりん」（1992年8月 大分駅）
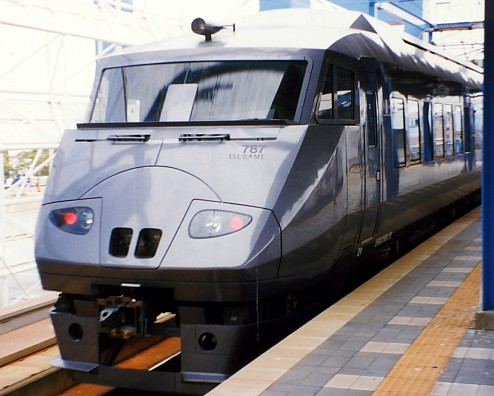
787系による特急「にちりんシーガイア」（1994年3月 宮崎駅）
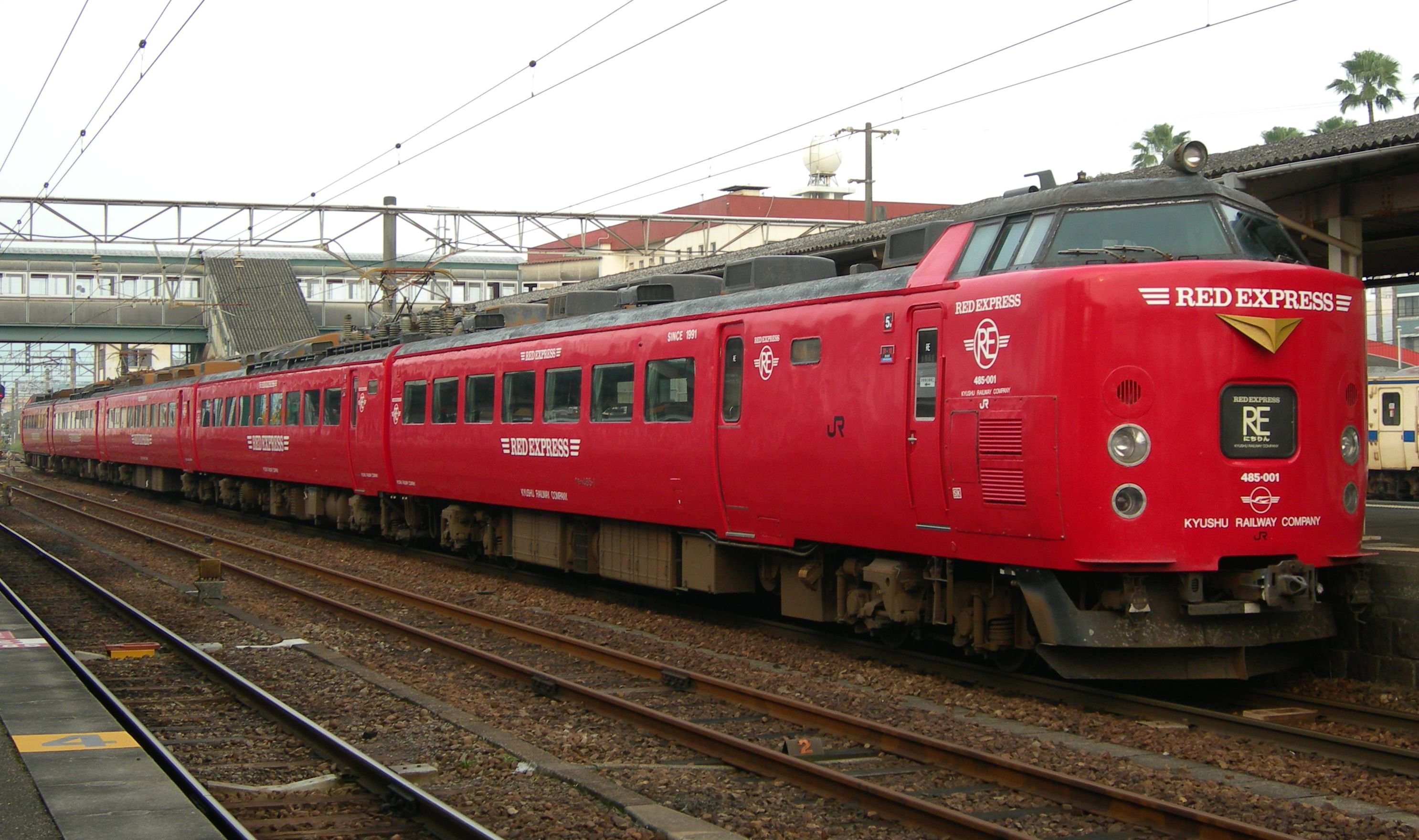
485系レッドエクスプレス色「にちりん」（2009年7月4日 南宮崎駅）

### 2000年代の動き
- 2000年（平成12年）3月11日：このときのダイヤ改正に伴い、以下のように変更。
  1. 102号は「きらめき」に愛称変更。
  2. 大分駅 - 延岡駅間での利用低迷により日中13往復から8往復に削減、一部時間帯を除き2時間に1本の運転となる。南延岡駅発着系統を廃止。
  3. 「にちりん」を廃止した時間帯に「ソニック」を増発し、佐伯駅発着系統を新設。
  4. 削減された「にちりん」を補うのと、快速「ひむか」との再編で、延岡駅 - 南宮崎駅・宮崎空港駅間に「ひゅうが」を新設。
  5. 「にちりんシーガイア」・「ドリームにちりん」の使用車両を783系に変更、787系は一旦撤退[18]。ビュッフェ営業も終了。
  6. 485系を半室グリーン車連結の5両編成に統一。
- 2001年（平成13年）3月3日：このときのダイヤ改正により、以下のように変更。
  1. 「にちりん」の全列車の運行区間を小倉駅 - 南宮崎駅・宮崎空港駅間に統一し、一部列車において783系による運転を開始。これにより、485系は臨時列車を除き博多駅への乗り入れがなくなる。
  2. 「にちりんシーガイア」1往復削減。日中7往復、終日2時間ヘッドでの運転となる。
- 2003年（平成15年）3月15日：
  - 日中7往復から9往復に増発。このうち4往復は別府駅発着になり、「ソニック」と「にちりん」を別府駅・大分駅で接続させるダイヤに変更。別府駅・大分駅での特急料金の通算を設定[19]。
  - 「ひゅうが」「きりしま」と共通運用で、グリーン車なしの3両編成が運用されるようになる（10・13号）。
- 2004年（平成16年）
  - 3月13日：日中9往復から12往復に増発、4年ぶりに日中1時間間隔での運転となったが、博多駅発着の1往復、小倉駅発着の1往復を除いてすべて別府駅発着とする。約半数の5往復は前年から運用に就いたグリーン車のない3両編成での運転となる。また、大分駅 - 佐伯駅間の高速化工事が完成し、この区間の最高速度が85 km/hから110 km/hに引き上げられ、同駅間の所要時間が最大8分短縮される[20][21]。
  - 7月1日：中津駅 - 大分駅間に1往復を新設（101・102号。当初は平日のみ運転、その後毎日運転に拡大し2018年3月16日まで運行された）。
- 2005年（平成17年）
  - 4月1日：車内販売を廃止[22]。
  - 10月1日：寝台特急「彗星」の廃止により、別府駅 - 宮崎空港駅間に「にちりん」を1往復増発（1・24号）。日中の博多駅・小倉駅・別府駅 - 宮崎駅・南宮崎駅・宮崎空港駅間は計13往復となり、以後本数面ではしばらくこの体制が続く。
- 2006年（平成18年）9月17日：14時5分頃、「にちりん」9号が南延岡駅手前1 km付近で、台風13号の影響による突風で先頭から2両が脱線し、横転する列車脱線事故（JR日豊本線脱線転覆事故）が発生。6人が負傷。
- 2008年（平成20年
  - 3月15日：「にちりん」の小倉駅発着列車のすべてと別府駅発着列車の一部を大分駅発着に短縮（小倉駅発着系統の大分駅以北は「ソニック」により代替）。これにより、485系電車は臨時列車を除き福岡県内への乗り入れがなくなる。
  - 6月：エル特急の呼称を取りやめ。
- 2009年（平成21年）3月14日：ダイヤ改正により以下のように変更。
  1. 別府駅発着列車のうち、朝・夕方の列車を中心に約半数の列車を大分駅発着に変更。
  2. 全車禁煙となる[23]。

### 2010年代の動き
- 2010年（平成22年）
  - 8月28日・29日の2日間、EXILE LIVE TOUR 2010 "FANTASY"の九州公演が大分市の大分銀行ドームで開催され、485系で運行されている「にちりん」102号が博多駅まで延長運転。臨時列車として787系による「にちりん」92号博多行きを運転。
  - 9月11日：宮崎応援企画の一環として、「がんばれ宮崎!」ラッピング装飾を施した885系「ソニック」用一編成を9月11日から26日までの土日祝に「にちりんシーガイア」として運行。デザインは、885系のデザイナーである水戸岡鋭治が同じく関わっている和歌山電鐵のスーパー駅長・たまをモチーフにしている[7]。
- 2011年（平成23年）3月12日：ダイヤ改正により以下のように変更[12]。
  1. 485系での定期運行を終了。783系は従来充当されていた編成に代わって「かもめ」で使われていた編成が新たに充当される。783系充当列車以外には787系を投入。全定期列車にグリーン車が連結されるようになる。
    - なお、485系は国鉄色復元の5両編成のみが残存し、臨時列車を中心に2015年（平成27年）まで運転された。

  2. 「にちりん」の大分駅発着の1往復（3・24号）を下りは小倉始発、上りは博多行に延長（いずれも大分駅で接続していた「ソニック」と結合）し、上りに関しては「にちりんシーガイア」に列車名変更。これにより「にちりん」は中津駅発着列車も含めて下り13本・上り12本、「にちりんシーガイア」は下り1本・上り2本の運行となる。「にちりんシーガイア」の使用車両は従来からの1往復が783系、新規設定の上り1本は787系。
    - これにより「にちりん」の小倉駅への定期乗り入れが3年ぶりに、「にちりんシーガイア」への787系充当が11年ぶりに復活。

  3. 「ドリームにちりん」は廃止（ほぼ同時刻で博多駅 - 柳ヶ浦・大分駅間に「ソニック」、延岡駅 - 南宮崎・宮崎空港駅間に「ひゅうが」が設定される）。これにより、JR九州管内から定期夜行列車が消滅。
  4. 別府駅発着列車は午前中の2往復（4・6・9・11号）を除いて大分駅発着に短縮。
  5. 一部列車・一部区間において車内販売が復活。
- 2012年（平成24年）3月17日：このときのダイヤ改正により、2往復残った別府駅発着列車もすべて大分駅発着に統一[24]。
- 2013年（平成25年）3月30日：市制80周年を記念して延岡市で開催された「東京ガールズコレクション」へのアクセス列車として、大分駅 - 延岡駅間に「にちりん」96・97・98号が運転される（97号は南延岡駅行きとして運転）。
- 2014年（平成26年）10月1日：車内販売を廃止[25]。
- 2016年（平成28年）3月26日：ダイヤ改正に伴い「しなの」の大阪駅発着列車が名古屋駅発着に短縮されたため、「にちりんシーガイア」は定期運行を行うJRグループの在来線昼行特急列車（夜行を除く）としては最長距離を走るようになる[1][2][3]。また、「にちりん」26号（上り最終）が大分駅で「ソニック」62号との接続ができなくなる。
- 2017年（平成29年）
  - 3月4日：ダイヤ改正。
    - 22・25号を783系から787系4両編成での運転に変更。
    - 787系4両編成を用いる「にちりん」のうち5往復（5・6・10・11・15・16・18・21・25・26号）でワンマン運転を開始[26]。

  - 9月17日：平成29年台風18号による臼杵駅 - 延岡駅間不通のため、「にちりん」「にちりんシーガイア」「ソニック」の大分駅 - 延岡駅間運休、延岡駅 - 宮崎空港駅間の「にちりん」「にちりんシーガイア」は本数を減らして運転[27]。（「にちりん」の小倉駅- 大分駅間、「にちりんシーガイア」の博多駅 - 大分駅間は通常通りの運転）
  - 9月19日：延岡駅 - 宮崎空港駅間の 「にちりん」「にちりんシーガイア」は通常の本数で運転[27]。
  - 9月20日：臼杵駅 - 延岡駅間で特急停車駅のみ停車する「特急代行輸送」の代行バスを1日7本運転開始[28]。
  - 9月25日：佐伯駅 - 市棚駅間の運転再開に伴い、特急代行輸送の運転終了[29]。引き続き延岡駅以北は運休となり、佐伯駅 - 延岡駅間に途中無停車の臨時普通列車を3往復運転して対応する。
  - 12月18日：臼杵駅 - 佐伯駅間運転再開のため、「にちりん」「にちりんシーガイア」「ソニック」の大分駅 - 延岡駅間の運転を再開。一部区間では徐行運転を余儀なくされたため、一部列車で時刻が変更されている。
- 2018年（平成30年）3月17日：ダイヤ改正に伴い以下のように変更[30]。
  1. 26号（上り最終列車）を延岡駅終着に短縮の上で「ひゅうが」4号とする。これにより「にちりん」が都農駅に停車しなくなる。
  2. 101・102号は883系に車両変更し「ソニック」に編入（号数は変更なし。なお従来の柳ヶ浦駅発着の「ソニック」101・102号は門司港駅・小倉駅発着に変更の上で「きらめき」に編入、新たに設定された博多駅 - 中津駅間の「ソニック」は201・202号となった）。
  3. 佐伯駅発着の「ソニック」2往復のうち1往復を大分駅発着に短縮（従来の51・16号が該当）。旧16号（新14号）の大分駅以南のダイヤを用いて佐伯始発大分行きの「にちりん」102号を設定。「ソニック」時代の停車駅を踏襲したため大在駅にも停車、大分駅で「ソニック」14号に接続するダイヤとする。
  4. 787系4両編成で運転の「にちりん」は全てワンマン運転となる。ただし大分駅以北での運転（臨時列車を含む）では引き続き車掌が乗務。

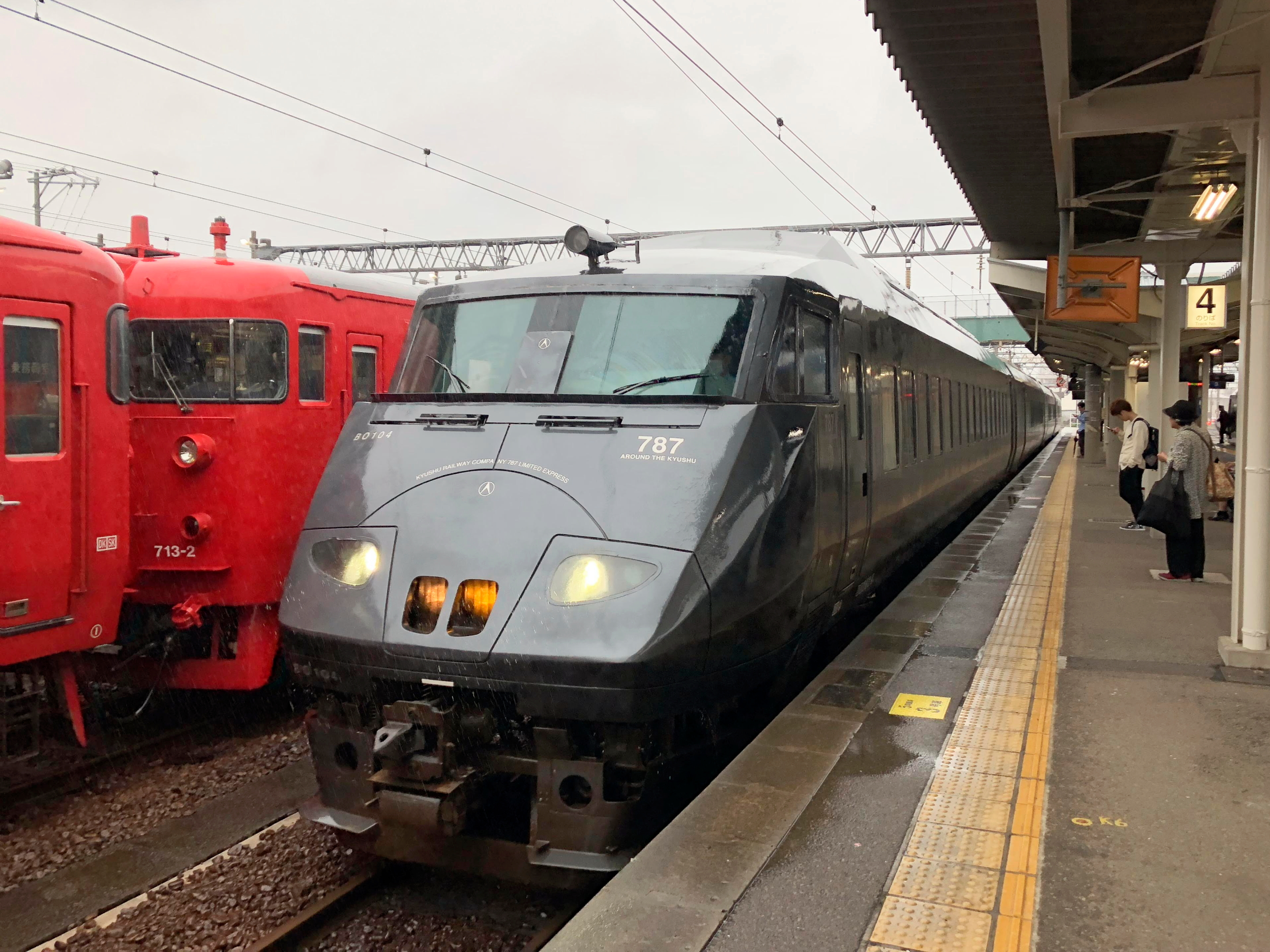
787系「にちりん」（2018年5月 南宮崎駅）

### 2020年代の動き
- 2020年（令和2年）
  - 3月20日 - 6月18日：新型コロナウイルス感染症による利用客減少に伴い、「にちりん」では以下の通りの対応を行った[31][32][33][注 5]。
    1. 大分駅 - 宮崎空港駅間の定期列車を4往復運休（「にちりん」8・9・13・14・19号の全区間および3号・「にちりんシーガイア」20・24号の大分駅 - 宮崎空港駅間）。
    2. 期間内に運転予定だった臨時列車は全て運転中止。
    3. なお5月2日 - 6日は、JR九州が管内の在来線特急列車を全て運休したため、「にちりん」「にちりんシーガイア」も全列車運休となった[34][35]。普通列車が極端に少ない佐伯駅 - 延岡駅間に関しては、救済措置として臨時快速列車（787系4両編成、途中駅無停車）が上り3本・下り2本運転された[34]。

  - 6月19日：「にちりん」「にちりんシーガイア」はいったん通常ダイヤでの運行を再開。
  - 11月1日：新型コロナウイルス感染症による利用客減少に伴いこの日から当面の間、大分駅 - 延岡駅間の定期列車を2往復運休（「にちりん」9・12・17号と「にちりんシーガイア」20号が該当、「にちりん」の延岡駅以南と「にちりんシーガイア」の大分駅以北は通常通りに運転。なお「にちりんシーガイア」20号の宮崎空港駅→延岡駅間のダイヤで「ひゅうが」102号を運転）。[36]。
- 2021年（令和3年）
  - 3月13日：ダイヤ改正により以下のように変更[37][38]。
    1. 「にちりん」を4往復削減、データイムは2時間に1本の運転となる。このうち3往復は「ひゅうが」として延岡駅以南で運行継続し、うち2往復は繁忙期には「にちりん」として大分駅発着で運行。
    2. 宮崎地区と福岡地区の直通運転体系を一部変更。
      - 「にちりんシーガイア」20号は大分駅を境に「にちりん」16号（繁忙期のみ運転、通常は延岡駅まで「ひゅうが」6号として運転）・「ソニック」54号に系統分割。
      - 「にちりん」22号は接続していた「ソニック」を併合し、博多駅直通の「にちりんシーガイア」18号となる（「ソニック」時代に停車していた駅は一部通過に変更されている）。
      - 「にちりんシーガイア」24号は小倉駅を境に「にちりん」20号・「きらめき」9号に系統分割。

    3. 以上の変更により「にちりん」は9往復（うち1往復は「にちりんシーガイア」、繁忙期は11往復に増発）の運転となる。
    4. 783系での運行を終了し使用車両を787系に統一、21年ぶりに下り「にちりんシーガイア」への787系充当が復活する。
    5. 都農駅への「にちりん」の停車が復活（20号）。逆に「にちりんシーガイア」は戸畑駅・宇島駅・柳ヶ浦駅・宇佐駅・門川駅・都農駅に停車しなくなる。
    6. 4・17号（旧4・21号）を南宮崎駅発着から宮崎空港駅発着に延長。
      - これと引き換えに従来南宮崎駅で接続していた宮崎空港駅発着の普通列車は廃止となり、田吉駅を通過するようになる。
      - 4号・17号のいずれも接続する航空便がない時間帯の運行で、駅周辺の利用客に配慮したものとなっている。

    7. 2号が門川駅に停車するようになる（改正前も平日に限り臨時停車していたが改正後は毎日停車）。

  - 11月26日・27日：783系を使用した団体列車「リバイバルドリームにちりん」が博多駅 - 南宮崎駅間で運転される。
  - 12月：787系4両編成の代走に783系4両編成、415系4両編成（415系は快速扱いで運転）が使用される。
- 2022年（令和4年）9月23日：ダイヤ改正により、繁忙期運転として欠番となっている7・10・13・16号を詰め、番号を振りなおす（上りにちりんシーガイアは14号に変更）[39]。これに伴い、繁忙期運転のにちりんは60号 - 63号となる。
- 2023年（令和5年）7月1日：ダイヤ見直しにより、「にちりんシーガイア5号」が福間駅に停車するようになる。[40]
- 2025年（令和7年）4月1日：別府駅・大分駅で「ソニック」に乗り継ぐ際の特急料金通算特例（前述）を廃止[9]。北九州空港へのアクセス利便性向上のため、「にちりんシーガイア5号」が朽網駅に停車するようになる[41]。